# جيسي بيدل
جيسي بيدل (بالإنجليزية: Jesse Biddle)‏ هو لاعب كرة قاعدة أمريكي، ولد في 22 أكتوبر 1991 في فيلادلفيا في الولايات المتحدة.

## وصلات خارجية
- جيسي بيدل على موقع دوري كرة القاعدة الرئيسي (الإنجليزية)
- جيسي بيدل على موقع الدوري الياباني لكرة القاعدة (الإنجليزية)
- جيسي بيدل على موقعبيزبول رفرنس.كوم (الدوري الرئيسي) (الإنجليزية)
- جيسي بيدل على موقعبيزبول رفرنس.كوم (الدوري الثانوي) (الإنجليزية)
- جيسي بيدل على موقع إي إس بي إن.كوم (أم.أل.بي) (الإنجليزية)
- جيسي بيدل على موقع مشجعي الرسوم البيانية (الإنجليزية)